# ストラディ・パーク
ストラディ・パーク （ ウェールズ語: Parc Y Strade, 英: Stradey Park）は、ウェールズのカーマーゼンシャーシャーネシにあったラグビーユニオンスタジアム。収容人数は10,800人。

## 概要
1879年の開場以来シャーネシRFCが、2003年からはスカーレッツが閉場する2008年までホームスタジアムとして使用していた。現在は、パーク・ア・スカーレッツをホームスタジアムとして使用している

## ギャラリー